# Sint Anthonis en Ledeacker
Sint Anthonis en Ledeacker was een gemeente in de provincie Noord-Brabant. De gemeente werd opgericht in 1810 en werd 11 jaar daarna, bij de gemeentelijke herindeling in 1821 samengevoegd met Oploo. Daarmee vormde het tot 1994 de fusiegemeente Oploo, Sint Anthonis en Ledeacker.

## Geografie
De hoofdplaats van de gemeente was Sint Anthonis en verder lag in de gemeente ook de plaats Ledeacker.